# Adam Levy
Adam Levy (Encino, 27 novembre 1966) è un chitarrista statunitense, noto per la sua militanza dei Gordian Knot, e per la sua carriera solista.

## Biografia
Levy è nato a Encino, in California. Due dei suoi zii e un cugino suonavano la chitarra, mentre suo nonno, George Wyle, ha lavorato per The Andy Williams Show e The Flip Wilson Show in televisione come direttore musicale. Da adolescente, Levy era un membro di una band locale. Dopo essersi diplomato al liceo, ha studiato alla Dick Grove School of Music.
Si è trasferito a San Francisco nel 1990 e ha lavorato come musicista in studio, apparendo in un album di Tracy Chapman a metà degli anni '90. Alla fine del decennio, era un membro del gruppo Killer Joey con il batterista Joey Baron, il chitarrista Steve Cardenas e il bassista Tony Scherr. Levy si è poi trasferita a New York, dove ha incontrato Norah Jones con la quale ha collaborato. Ha anche suonato con Rosanne Cash, Chris Difford e Lisa Loeb.

## Discografia

### Solista
- Buttermilk Channel, 2001
- Get Your Glow On, 2003
- Loose Rhymes, 2006
- Washing Day, 2008
- The Heart Collector, 2011

### Con i Vulfpeck
- The Beautiful Game, 2016

### Con i Gordian Knot
- Gordian Knot, 1998

### Con Norah Jones
- Come Away with Me, 2002
- Feels like Home, 2004
- Not Too Late, 2006